# Airbag (прогрессив-рок-группа)
Airbag — норвежская прогрессив-рок-группа, основанная в Осло в 2004 году. Британский журнал Classic Rock охарактеризовал группу так: «Напоминает о позднем, спокойном Pink Floyd».

## Дискография
Студийные альбомы
- Identity (2009)
- All Rights Removed (2011)
- The Greatest Show on Earth (2013)
- Disconnected (2016)
- A Day at The Beach (2020)
- The Century of the Self (2024)

Мини-альбомы
- Come On In (2004)
- Sounds That I Hear (2006)
- Safetree (2008)

## Состав группы

### Текущий состав
- Асле Тоструп — основной вокал
- Бьорн Риис — гитара, вокал
- Генрик Фоссум — ударные
- Андерс Ховдан — бас-гитара